# یوتی‌سی ۷:۲۰+

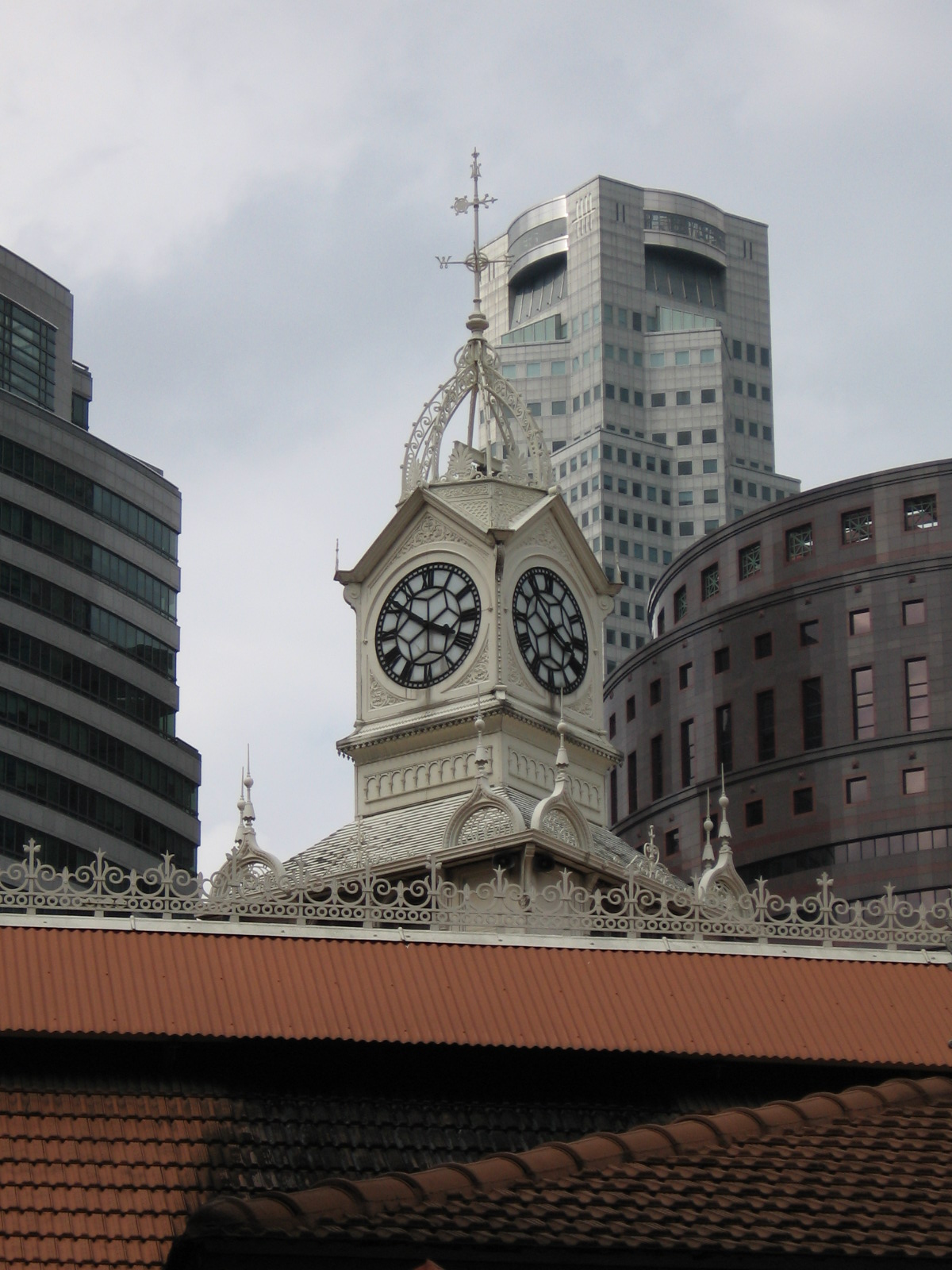
برج ساعت بازار دستفروشان در سنگاپور

زمان‌بندی گرینویچ به علاوه ۷:۲۰ (به انگلیسی: UTC+7:20) برای اندازه گیری زمان کاربرد داشت.

## به عنوان زمان تغییر ساعت تابستانی
- سنگاپور بین سال‌های ۱۹۳۳ و ۱۹۴۰.